# Ganzhou (Zhangye)
Der Stadtbezirk Ganzhou (chinesisch 甘州区, Pinyin Gānzhōu Qū) ist ein Stadtbezirk  der bezirksfreien Stadt Zhangye im Nordwesten der chinesischen Provinz Gansu. Er hat eine Fläche von 3.690 km² und zählt 518.500 Einwohner (Stand: Ende 2018). Er ist Zentrum und Sitz der Stadtregierung von Zhangye.